# Elena Jakovišina
Elena Dmitrievna Jakovišina (in russo Елена Дмитриевна Яковишина?; Petropavlovsk-Kamčatskij, 17 settembre 1992) è un'ex sciatrice alpina russa.

## Biografia
Sciatrice polivalente attiva dal dicembre del 2007, Elena Jakovišina ha esordito in Coppa Europa il 23 febbraio 2011 a Soči Krasnaja Poljana in discesa libera (24ª), in Coppa del Mondo il 29 gennaio 2012 a Sankt Moritz in combinata (24ª), ai Campionati mondiali a Schladming 2013 (sua unica presenza iridata), dove si è piazzata 30ª nella discesa libera e 21ª nella supercombinata, e ai Giochi olimpici invernali a Soči 2014 (sua unica presenza olimpica), dove si è classificata 28ª nella discesa libera, 24ª nel supergiante e 14ª nella supercombinata.
In Coppa del Mondo ha ottenuto il miglior risultato il 2 marzo 2014 a Crans-Montana in discesa libera (34ª) e ha preso per l'ultima volta il via il 9 gennaio 2016 ad Altenmarkt-Zauchensee nella medesima specialità, senza completare la gara; affetta da sordità, la Jakovišina ha preso parte ai Giochi olimpici invernali silenziosi del 2019, dove ha vinto cinque medaglie (quattro d'oro e una d'argento) e in seguito ha continuato a gareggiare in Coppa Europa, South American Cup (vincendo il trofeo nel 2020), Australia New Zealand Cup, Far East Cup e in gare FIS fino al ritiro: la sua ultima gara è stata lo slalom speciale dei Campionati messicani juniores 2022, disputato il 27 febbraio 2022 a Tesido.

## Palmarès

### Giochi olimpici invernali silenziosi
- 5 medaglie:
  - 4 ori (discesa libera, supergigante, slalom speciale, combinata a Valtellina/Valchiavenna 2019)
  - 1 argento (slalom gigante a Valtellina/Valchiavenna 2019)

### Coppa Europa
- Miglior piazzamento in classifica generale: 86ª nel 2014

### South American Cup
- Vincitrice della South American Cup nel 2020
- Vincitrice della classifica di discesa libera nel 2020
- Vincitrice della classifica di supergigante nel 2014 e nel 2020
- Vincitrice della classifica di slalom gigante nel 2020
- Vincitrice della classifica di combinata nel 2020
- 17 podi:
  - 9 vittorie
  - 3 secondi posti
  - 5 terzi posti

#### South American Cup - vittorie
| Data           | Località    | Paese     | Specialità |
| -------------- | ----------- | --------- | ---------- |
| 31 agosto 2013 | El Colorado | Cile      | GS         |
| 15 agosto 2019 | Chapelco    | Argentina | GS         |
| 3 ottobre 2019 | Corralco    | Cile      | DH         |
| 4 ottobre 2019 | Corralco    | Cile      | DH         |
| 4 ottobre 2019 | Corralco    | Cile      | DH         |
| 4 ottobre 2019 | Corralco    | Cile      | KB         |
| 5 ottobre 2019 | Corralco    | Cile      | SG         |
| 5 ottobre 2019 | Corralco    | Cile      | SG         |
| 5 ottobre 2019 | Corralco    | Cile      | KB         |

Legenda:

DH = discesa libera

SG = supergigante

GS = slalom gigante

KB = combinata

### Australia New Zealand Cup
- Miglior piazzamento in classifica generale: 5ª nel 2012
- Vincitrice della classifica di combinata nel 2012
- 4 podi:
  - 2 vittorie
  - 1 secondo posto
  - 1 terzo posto

#### Australia New Zealand Cup - vittorie
| Data             | Località   | Paese         | Specialità |
| ---------------- | ---------- | ------------- | ---------- |
| 6 settembre 2011 | Mount Hutt | Nuova Zelanda | SG         |
| 6 settembre 2011 | Mount Hutt | Nuova Zelanda | SC         |

Legenda:

SG = supergigante

SC = supercombinata

### Far East Cup
- Miglior piazzamento in classifica generale: 18ª nel 2021
- 1 podio:
  - 1 secondo posto

### Campionati russi
- 13 medaglie:
  - 3 ori (slalom gigante nel 2011; supergigante nel 2014; discesa libera nel 2016)
  - 1 argento (discesa libera nel 2021)
  - 9 bronzi (supergigante nel 2009; supercombinata nel 2010; slalom speciale nel 2011; discesa libera, supergigante, slalom speciale nel 2012; supergigante nel 2019; supergigante, combinata nel 2021)